# 3D Studio MAX
Autodesk 3ds Max (též 3D Studio MAX, familiérně „Max“) je profesionální program pro 3D grafiku, vizualizace a animace. Bývá používán v postprodukci, při výrobě reklam, filmů a v televizním průmyslu, pro architektonické a konstrukční vizualizace a často slouží i k tvorbě grafiky do počítačových her.

## Základní informace
Autodesk 3ds Max pochází z programu 3D Studio vyvíjeném Yost Group pod záštitou Autodesku, který ke konci 90. let dosáhl verze „Release 4“. 3ds Max je jeho značně vylepšenou verzí, přizpůsobenou pro multitaskingové operační systémy, využívající všech jejich výhod. Autodesk 3ds Max je aktuálně určen pro operační systémy Microsoft Windows 11 a 10, 64bitové verze.
3ds Max obsahuje několik technologií pro rendering, včetně radiozity a global illumination, mj. i stínovač Mental Ray. Vestavěn je skriptovací jazyk MAXScript. Další funkce lze přidávat pomocí API rozhraní a na něm postavených plugin modulů.
3ds Max podporuje řadu souborových formátů – kromě nativních souborů .MAX jsou to i CAD formáty .DWG a DXF plus řada dalších CAD formátů. Modul 3ds Max Interactive umí vytvářet interaktivní scény virtuální reality. Vestavěný modul Character Studio umožňuje snadnou tvorbu pohybů postav a tvorů, využívá inverzní kinematiky. Vestavěný modul Reactor je nástroj pro fyzikální reakce těles - simuluje reakce pevných a měkkých těles, textilií, gravitační síly, atd.
Licence 3ds Max jsou dodávány samostatně nebo v sadě Autodesk Media & Entertainment Collection. Pro školy a studenty je výukové licence zdarma.